# Marquesado del Villar de Grajanejos
El marquesado del Villar de Grajanejos es un título nobliario español concedido por el rey Felipe III el 16 de diciembre de 1607, con la denominación de Villar de Vallehermoso de Grajanejos, en favor de Juan Pimentel de Zúñiga y Requeséns, marques del Villar, tal y como también era referido, hijo primogénito del V duque de Benavente Juan Alonso Pimentel de Herrera y su esposa Mencía de Zúñiga y Requesens, Virreyes de Nápoles.. 

## Marqueses del Villar de Grajanejos
|                                  | Titular                                                         | Periodo   |
| -------------------------------- | --------------------------------------------------------------- | --------- |
| i                                | Juan Pimentel de Zúñiga y Requeséns                             | 1607-1626 |
| ii                               | Ana Mónica de Zúñiga y Fernández de Córdoba                     | 1626-1690 |
| iii                              | Manuel Joaquín Álvarez de Toledo Portugal                       | 1690-1707 |
| iv                               | Vicente Pedro Álvarez de Toledo Portugal                        | 1707-1728 |
| v                                | Pedro Vicente Álvarez de Toledo Portugal                        | 1728-1728 |
| vi                               | Ana María Álvarez de Toledo Portugal                            | 1728-1729 |
| vii                              | María Ana López Pacheco y Álvarez de Toledo Portugal            | 1729-1768 |
| viii                             | Francisco de Paula de Silva y Álvarez de Toledo                 | 1768-1770 |
| ix                               | María Teresa de Silva Álvarez de Toledo                         | 1770-1802 |
| x                                | Diego Fernández de Velasco                                      | 1802-1811 |
| xi                               | Bernardino Fernández de Velasco Pacheco y Téllez-Girón          | 1811-1851 |
| xii                              | José María Bernardino Fernández de Velasco Téllez-Girón y Jaspe | 1851-1888 |
| xiii                             | Bernardino Fernández de Velasco y Balfe Jaspe                   | 1888-1916 |
| Rehabilitación por Juan Carlos I |                                                                 |           |
| xiv                              | Ángela María Téllez-Girón y Duque de Estrada                    | 1995-1996 |
| xv                               | María de Gracia Solís-Beaumont y Téllez-Girón                   | 1996      |
| xvi                              | María de Gracia Ruspoli y Solís-Beaumont                        | 1996-hoy  |

## Historia de los marqueses del Villar de Grajanejos
- Juan Pimentel de Zúñiga y Requeséns (m. 1626), I marqués del Villar de Grajanejos y gentilhombre de cámara de Felipe III.[4]

Casó en 1611 con Antonia María Fernández de Córdoba (m. 1633), V condesa de Alcaudete, V marquesa de Viana del Bollo. Le sucedió su hija:
- Ana Mónica de Zúñiga y Fernández de Córdoba (1623-1690), II marquesa del Villar de Grajanejos, VI marquesa de Viana del Bollo, VI condesa de Alcaudete.[4]

Casó en 1636 con Duarte Fernando Álvarez de Toledo-Portugal y Pimentel, VII conde de Oropesa. Le sucedió su hijo:
- Manuel Joaquín Álvarez de Toledo Portugal (1642-Barcelona, 25 de diciembre de 1707), III marqués del Villar de Grajanejos, VIII conde de Oropesa, IV marqués de Jarandilla, III marqués de Frechilla y Villarramiel, VII conde de Deleytosa, VII conde de Alcaudete, capitán general de Castilla La Nueva, consejero de Estado, presidente del Consejo de Italia y del Consejo de Castilla y primer ministro (1685-1691), comendador de Navavilla en la Orden de Calatrava.[5]

Casó en 1664 con Isabel Pacheco y Velasco, hija de Alonso Melchor Téllez-Girón Pacheco y Aragón y su esposa Juana de Velasco Tovar y Guzmán, hija del VI duque de Frías y administradora perpetua de la encomienda mayor de Alcañiz en la Orden de Calatrava. Le sucedió su hijo:
- Vicente Pedro Álvarez de Toledo Portugal (1687-4 de julio de 1728), IV marqués del Villar de Grajanejos, IX conde de Oropesa, VI marqués de Jarandilla, IV marqués de Frechilla y Villarramiel, VIII conde de Deleytosa, VIII conde de Alcaudete.[5]

Casó en primeras nupcias con María Catalina de Velasco y en segundas (1705) con María de la Encarnación Fernández de Córdoba-Figueroa y de la Cerda, hija de Luis Mauricio Fernández de Córdoba y Figueroa, VII marqués de Priego. Le sucedió su hijo:
- Pedro Vicente Álvarez de Toledo Portugal (1706-5 de julio de 1728), V marqués del Villar de Grajanejos, X conde de Oropesa, VII marqués de Jarandilla, V marqués de Frechilla y Villarramiel, IX conde de Deleytosa, IX conde de Alcaudete.[5]

Sin descendencia. Le sucedió su hermana:
- Ana María Álvarez de Toledo Portugal (1707-14 de octubre de 1729), VI marquesa del Villar de Grajanejos, XI condesa de Oropesa, VIII marquesa de Jarandilla, VI marquesa de Frechilla y Villarramiel, X condesa de Alcaudete, X condesa de Deleytosa.[5]

Casó el 21 de octubre de 1727, en Madrid, con Andrés López Pacheco y Osorio de Moscoso (1710-1747), X duque de Escalona, XVII conde de Castañeda etc. Le sucedió su hija:
- María Ana López Pacheco y Álvarez de Toledo Portugal (Madrid, 22 de agosto de 1729-28 de noviembre de 1768), VII marquesa de Villar del Grajanejos, XII condesa de Oropesa, XVIII condesa de Castañeda, IX marquesa de la Eliseda, XIV marquesa de Aguilar de Campoo, IX marquesa de Jarandilla, VII marquesa de Frechilla y Villarramiel, XI condesa de Alcaudete, XI condesa de Deleytosa, XV condesa de San Esteban de Gormaz, señora de Cebolla, Almaraz, Mejorada, Cercera y Segurilla, etc., XIV señora del oficio de canciller mayor de Castilla, pregonera mayor perpetua y hereditaria de Castilla.[8]

Casó en primeras nupcias el 10 de noviembre de 1748, en Escalona, con su tío carnal Juan Pablo López Pacheco (1716-1751), XI duque de Escalona, en segundas nupcias el 26 de noviembre de 1755, en Madrid, con Felipe Neri de Toledo y Silva, hijo del XI duque del Infantado, y en terceras el 17 de julio de 1764, en Madrid, con Manuel José Pacheco Téllez-Girón y Toledo. Sin descendencia. Le sucedió su primo:
- Francisco de Paula de Silva y Álvarez de Toledo (1773-1770), VIII marqués del Villar de Grajanejos, XVII marqués de Coria, XIII conde de Oropesa, VIII marqués de Frechilla y Villarramiel, X marqués de Jarandilla, XII conde de Deleytosa, XII conde de Alcaudete.[9]

Casó con Mariana de Silva y Sarmiento de Sotomayor, XI duquesa de Huéscar, hija de Pedro de Silva y Bazán, IX marqués de Santa Cruz, y su esposa María de Portaceli Sarmiento y Zúñiga, V condesa de Pie de Concha. Le sucedió su hija:
- María Teresa de Silva Álvarez de Toledo (Madrid, 10 de junio de 1762-23 de julio de 1802), IX marquesa del Villar de Grajanejos, XV condesa de Lerín, XV condestable de Navarra, XV condesa de Osorno, XII marquesa de Villanueva del Río, VI duquesa de Montoro, IX condesa-duquesa de Olivares, XI condesa de Monterrey, IX marquesa de Eliche, VII marquesa de Tarazona, X condesa de Fuentes de Valdepero, XII condesa de Galve, XVI condesa de Módica, XVIII marquesa de Coria, XIV condesa de Oropesa, IX marquesa de Frechilla y Villarramiel, XI marquesa de Jarandilla, XIII condesa de Deleytosa, XIII condesa de Alcaudete, XVI señora de Galisteo (I), XVII señora de Valdecorneja, Piedraita y Salvatierra de Tormes.[9]

Casó el 15 de enero de 1785 con su primo José Álvarez de Toledo y Gonzaga, XV duque de Medina Sidonia, XI duque de Montalto etc. Sin descendientes. Le sucedió el hijo de un descendiente de Manuel Joaquín Álvarez de Toledo, VIII conde de Oropesa y VII conde de Alcaudete:
- Diego Fernández de Velasco (Madrid, 8 de noviembre de 1754-París, 11 de febrero de 1811), X marqués del Villar de Grajanejos, VIII duque de Uceda, XIII duque de Frías, XIII duque de Escalona, X marqués de Frómista, VIII marqués de Belmonte, VIII marqués de Caracena, XIII marqués de Berlanga, IX marqués de Toral, VI marqués de Cilleruelo, XII marqués de Jarandilla, XIII marqués de Villena, VIII conde de Pinto, VII marqués del Fresno, X marqués de Frechilla y Villarramiel, XII conde de Salazar de Velasco, XVII conde de Haro, XVII conde de Castilnovo, XIX conde de Luna, VII conde de la Puebla de Montalbán, IX conde de Peñaranda de Bracamonte, XV conde de Fuensalida, IX conde de Colmenar de Oreja, XV conde de Oropesa, XIV conde de Alcaudete, XIV conde de Deleytosa, XVII conde de Alba de Liste, caballero de la Orden del Toisón de Oro y de la Orden de Santiago.[10]

Casó el 17 de julio de 1780, en Madrid, con Francisca de Paula de Benavides y Fernández de Córdoba (1757-1827), hija de Antonio de Benavides y de la Cueva, II duque de Santisteban del Puerto etc. Le sucedió su hijo:
- Bernardino Fernández de Velasco Pacheco y Téllez-Girón (20 de junio de 1783-28 de mayo de 1851), XI marqués del Villar de Grajanejos, IX duque de Uceda, XIV duque de Frías, XIV duque de Escalona, IX marqués de Belmonte, XI marqués de Frómista, IX marqués de Caracena, XIV marqués de Berlanga, X marqués de Toral, XIV marqués de Villena, IX conde de Pinto, VIII marqués del Fresno, XIII marqués de Jarandilla, XI marqués de Frechilla y Villarramiel, XIII conde de Salazar de Velasco, XVIII conde de Haro, XVIII conde de Castilnovo, XVIII conde de Alba de Liste, XX conde de Luna, VIII conde de la Puebla de Montalbán, X conde de Peñaranda de Bracamonte, XVI conde de Fuensalida, X conde de Colmenar de Oreja, XVI conde de Oropesa, XV conde de Alcaudete, XV conde de Deleytosa, caballero del Toisón de Oro y de la Orden de Calatrava, embajador en Londres, consejero de Estado durante el Trienio Liberal (1820-1823), enviado a París en 1834 como representante especial en la negociación y firma de la Cuádruple Alianza, presidente del gobierno (1838).[11]

Casó en primeras nupcias en 1802 con María Ana Teresa de Silva Bazán y Waldstein (m. 1805), hija de José Joaquín de Silva Bazán y Sarmiento, IX marqués de Santa Cruz, X marqués del Viso, VII y último marqués de Bayona, VI marqués de Arcicóllar, conde de Montauto, y conde de Pie de Concha. Sin descendientes de este matrimonio.
Casó en segundas nupcias con María de la Piedad Roca de Togores y Valcárcel (1787-1830), hija de Juan Nepomuceno Roca de Togores y Scorcia, I conde de Pinohermoso, XIII barón de Riudoms.
Casó en terceras nupcias (matrimonio desigual, post festam, legitimando la unión de hecho) con Ana Jaspe y Macías (m. 1863).
Le sucedió, de su tercer matrimonio, su hijo:
- José María Bernardino Silverio Fernández de Velasco y Jaspe (París, 20 de junio de 1836-20 de mayo de 1888), XII marqués del Villar de Grajanejos, XIV conde de Salazar de Velasco, XV duque de Frías, XX conde de Haro, XVII conde de Fuensalida, XVII conde de Oropesa, X marqués de Belmonte, XV marqués de Berlanga, XI marqués de Toral, X marqués de Caracena, IX marqués del Fresno, XII marqués de Frómista, XII marqués de Frechilla y Villamarriel, XIV marqués de Jarandilla, XVI conde de Alcaudete, XVI conde de Deleytosa, XXII conde de Luna, XI conde de Colmenar de Oreja, caballero de la Real Maestranza de Sevilla, XII conde de Peñaranda de Bracamonte.[14]

Casó en primeras nupcias en 1864 con Victoria Balfe (1837-1871), cantante de ópera, y en segundas nupcias, en 1880, con María del Carmen Pignatelli de Aragón y Padilla (n. 1855). Le sucedió su hijo:
- Bernardino Fernández de Velasco Pacho y Balfé (Madrid, 1866-3 de diciembre de 1916), XIII marquesa del Villar de Grajanejos, XV conde de Salazar de Velasco, XVI duque de Frías, XXI conde de Haro, XI marqués de Belmonte, XI marqués de Caracena, XIII marqués de Frechilla y Villarramiel, XV marqués de Jarandilla, XVII conde de Alcaudete, XVII conde de Deleytosa, XII conde de Colmenar de Oreja.[14]

Casó en 1892 con Mary Boleyn Cecilia Knowles (n. 1866). El 22 de enero de 1993 el título fue rehabilitado en favor de:
- Ángela María Téllez-Girón y Duque de Estrada (Pizarra, Málaga, 7 de febrero de 1925-Sevilla, 29 de mayo de 2015), XIV marquesa del Villar de Grajanejos, XIV duquesa de Uceda, XVI marquesa de Villafranca del Bierzo, XX condesa de Ureña, XII marquesa de Jabalquinto, XX condesa-XVII duquesa de Benavente, XVI duquesa de Arcos, XIX duquesa de Gandía, XVIII marquesa de Lombay, XX duquesa de Medina de Rioseco, XVI condesa de Peñaranda de Bracamonte, XIII condesa de Pinto, XIII condesa de la Puebla de Montalbán, XIX duquesa de Plasencia, XVII marquesa de Frechilla y Villarramiel, XX condesa de Oropesa, XIV marquesa de Toral, XXI condesa de Alcaudete, XVIII marquesa de Berlanga, XIII marquesa de Belmonte, XVII condesa de Salazar de Velasco, XVII marquesa de Jarandilla, XV marquesa de Frómista, XIX duquesa de Escalona, XX condesa de Fuensalida, dama de la Real Maestranza de Caballería de Zaragoza y de la de Valencia, Gran Cruz de la Orden Constantiniana de San Jorge, de la Orden de Malta, de la Orden del Santo Cáliz de Valencia y de la Real Asociación de Hidalgos a Fuero de España.[16]

Casó en 1946 en primeras nupcias, en Espejo (Córdoba), con Pedro de Solís-Beaumont y Lasso de la Vega (1916-1959), caballero maestrante de Sevilla, y en segundas, en 1963, con José María de Latorre y Montalvo (1922-1991), VII marqués de Montemuzo, VIII marqués de Alcántara del Cuervo. Previa orden del 19 de diciembre de 1994 para que se expida la correspondiente carta de sucesión, le sucedió su hija:
- María de Gracia Solís-Beaumont y Téllez Girón (n. Madrid, 12 de marzo de 1957), XV marquesa del Villar de Grajanejos, XX duquesa de Plasencia, XVI marquesa de Frómista (2000-2009), dama de honor y devoción de la Orden de Malta, de la Asociación de Hidalgos a Fuero de España, de la Real Maestranza de Zaragoza, enfermera voluntaria de la Cruz Roja.[17]

Casó el 11 de octubre de 1975, en la Puebla de Montalbán (Toledo), con Carlos-Emanuele Rúspoli y Soler (n. 1949), III duque de Morignano. El 7 de febrero de 1996, previa orden del 1 de diciembre de 1995 para que se expida la correspondiente carta de sucesión, le sucedió su hija:
- María de Gracia Giacinta Rúspoli y Solís-Beaumont (n. Madrid, 16 de junio de 1977), XVI marquesa del Villar de Grajanejos.[17] y XXI duquesa de Plasencia.

Casó el 28 de noviembre de 2009 con Javier Isidro González de Gregorio y Molina. de la familia de los condes de la Puebla de Valverde, y son padres de dos hijas: María de Gracia (2015) y Blanca Micaela (2018) González de Gregorio y Ruspoli.